# カラマラータ
カラマラータ(Calamarata)は、環状のパスタの一種である。イカ（食材としての名称：calamari、カラマリ）の輪切りに似せるために、しばしばイカ墨で着色される。イタリア南部のナポリが原産である。カラマラータの小型のものは、カラマレッティ(Calamaretti)と言う。